# Escut de Cabra

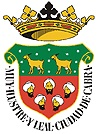
Escut de Cabra

L'escut de Cabra és partit de sinople sobre gules; al camp superior sinople, dues cabres daurades mirant a l'esquerra de l'espectador, i camp d'estels de sis puntes de plata; al camp de gules inferior cinc caps de moro amb colors blanc (turbants) i negre (barbes) i rostres naturals.
L'anterior escut fou camp d'estels de sis puntes, de plata sobre atzur, i vuit cabres naturals (2, 3, 2, 1) al·ludint al nom de la ciutat.

## Nota
1. ↑  Enciclopedia Espasa, vol 10, pag. 196